# Cosmos Redshift 7
Cosmos Redshift 7 (hay COSMOS Redshift 7, Galaxy Cosmos Redshift 7, Galaxy CR7, CR7 ) là một thiên hà dịch chuyển đỏ phát ra tia Lyman-alpha. Tại dịch chuyển đỏ z = 6,6, thiên hà này được tính toán xảy ra sau Vụ Nổ Lớn khoảng 800 triệu năm. Với khoảng cách khoảng 12,9 tỉ năm ánh sáng, thiên hà này cũng là một trong những thiên hà xa nhất mà con người phát hiện. 
CR7 cho thấy một vài dấu hiệu được dự đoán trước của quần thể sao loại III - tập hợp các ngôi sao được hình thành trong thời kì bình nguyên của vũ trụ. Các dấu hiệu này được phát hiện khi nghiên cứu một nhóm các ngôi sao xanh, tuy nhiên nghiên cứu này đôi khi không trùng khớp với mẫu quần thể sao III được định nghĩa.  
Tên của thiên hà này - Cosmos Redshift 7 Galaxy được lấy cảm hứng từ cầu thủ bóng đá chuyên nghiệp Cristiano Ronaldo, người được biết tới với biệt danh CR7.